# H2O (série télévisée)
Pour les articles homonymes, voir H2O.
Les Sirènes de Mako
H2O (H2O: Just Add Water) est une série télévisée australienne à destination des adolescents, co-produite par la chaîne de télévision allemande ZDF et créée par Jonathan M. Shiff, qui a été diffusée entre le 7 juillet 2006 et le 16 avril 2010 sur Network Ten.
En France, les deux premières saisons ont été diffusées à partir du 24 décembre 2007 sur France 2 KD2A puis intégralement sur Nickelodeon, France 4 dans Ludo puis aussi sur la chaine. Diffusé également sur France Ô, et depuis le 1er septembre 2015 sur Disney Channel. Au Québec, elle a été diffusée dès le 27 août 2008 sur VRAK.TV.
Un spin-off intitulé Les Sirènes de Mako est la suite de la série, où Rikki Chadwick (interprétée par Cariba Heine) revient dans les 2 derniers épisodes du spin-off pour créer un lien entre les deux séries.

## Histoire

### Synopsis
La série raconte l'histoire de trois adolescentes australiennes aux personnalités différentes, qui se transforment en sirènes dix secondes après être entrées en contact avec l'eau.
Emma Gilbert, Cléo Sertori et Rikki Chadwick sont trois adolescentes de seize ans qui s'épanouissent et grandissent sur les plages baignées de soleil de la ville de Gold Coast. Emma a une grande confiance en elle et est très respectueuse des personnes et des règles. Championne de natation, sa transformation va la contraindre à cesser cette activité. Cléo est très naïve et légèrement angoissée, voire peureuse. Des trois filles, c'est elle qui a le plus de difficultés à accepter son nouveau statut de sirène mais elle l'accepte pour les opportunités qu'offre son pouvoir magique. Quant à Rikki, nouvelle en ville au début de la série, elle se montre aussi rebelle qu'impulsive. Le trio fait appel à l'ami d'enfance de Cléo, Lewis McCartney, pour les aider à garder leur secret.

### Saison 1
Un jour, les trois adolescentes sont coincées en mer, aux alentours de la mystérieuse île de Mako. Après avoir abordé l'île, elles s'aventurent dans une forêt peu rassurante et se retrouvent prises au piège dans une grotte située au fond d'un cratère volcanique. La seule issue semble être un bassin d'eau sous-marin. Alors qu'elles se décident à entrer dans l'eau, le clair de lune envahit le bassin à travers la cheminée du volcan, provoquant une réaction effervescente dans l'eau.
Une fois de retour dans leurs foyers respectifs, tout semble normal. Pourtant, chacune à leur tour, elles vont découvrir qu'au contact de l'eau, elles se transforment en sirènes dotées de queues de poissons orangées avec des écailles. Passé leur étonnement et après quelques expérimentations, elles découvrent qu'elles sont également dotées de pouvoirs surnaturels : Emma peut transformer l'eau en glace, Rikki peut la faire bouillir et Cléo la faire mouvoir et lui donner la forme qu'elle veut.
Les trois sirènes décident de garder secret leur nouvel état et leurs pouvoirs et de continuer de mener leur vie le plus humainement possible. Mais l'eau étant un élément quotidien et inévitable, rapidement Lewis (un jeune garçon passionné par la science et ami d'enfance de Cléo) découvre leur mystère. Il se met en tête de les aider, convaincu de pouvoir trouver une explication scientifique raisonnable à leur transformation. 
Plus tard, les trois jeunes filles font la connaissance de Louise Chattam, une vieille femme excentrique qui vit sur un bateau. Louise et ses amies (Gracie et Julia) ont été transformées en sirènes environ 50 ans avant Cléo, Emma et Rikki. Elle sert donc de guide pour les filles et les met régulièrement en garde contre diverses menaces, notamment contre les effets de la pleine lune sur le comportement des sirènes.
Jour après jour, les sirènes apprennent à vivre avec leur nouvelle identité, profitant des avantages et utilisant divers stratagèmes pour en contenir les inconvénients.

### Saison 2
La deuxième saison met en scène Charlotte Watsford, une rivale de Cléo, qui sort avec Lewis peu de temps après que Cléo a rompu avec lui. Après que Charlotte a vu un film de sa grand mère Gracie en sirène, elle rencontre Max Hamilton qui avait autrefois une relation amoureuse avec Gracie. 

### Saison 3
Deux ans plus tard, Emma part faire le tour du monde avec sa famille. De leur côté, Cléo et Rikki rencontrent une autre sirène, Isabella « Bella » Hartley. Celle-ci est une sirène depuis l'âge de neuf ans. Son pouvoir est de transformer l'eau en gelée ou en substance cristalline.
Les jeunes adolescentes ont toutes un pendentif autour de leur cou appartenant aux amies de miss Chattam. Dans la saison 3, Bella a un collier avec un cristal magique.Will Benjamin un plongeur expérimenté qui tente de percer les secrets de l'île de Mako après être témoin d'une force puissante qui retourne l'eau contre les sirènes.

## Distribution

### Acteurs principaux
- Phoebe Tonkin (VF : Céline Melloul) : Cleo Sertori
- Cariba Heine (VF : Véronique Rivière) : Rikki Chadwick
- Claire Holt (VF : Vanessa Valence) : Emma Gilbert (saisons 1 et 2)
- Indiana Evans  (VF : Frédérique Marlot) :  Isabella « Bella » Hartley (saison 3)
- Angus McLaren (VF : Gérard Malabat) : Lewis McCartney (saisons 1 et 2 - récurrent saison 3)
- Luke Mitchell (VF : Nathanel Alimi) : Will Benjamin (saison 3)
- Burgess Abernethy (VF : Marc Perez) : Zane Bennett

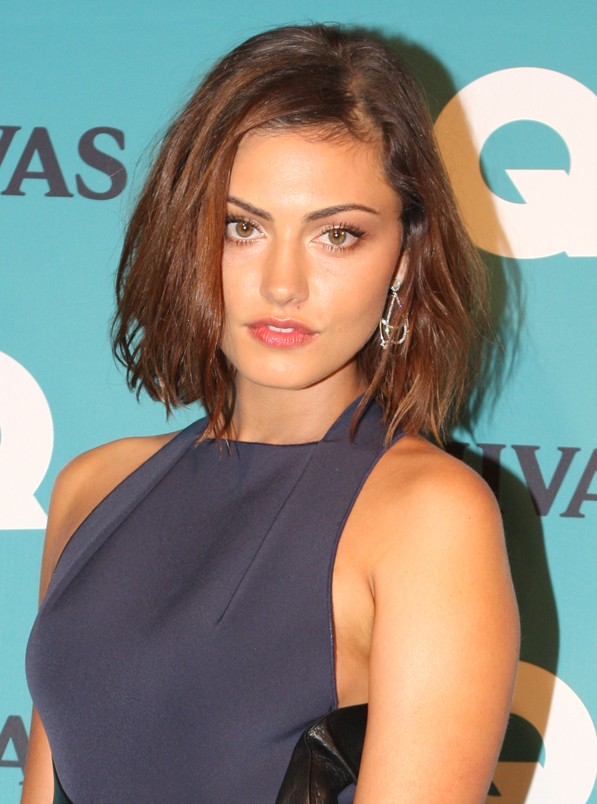
Phoebe Tonkin interprète Cléo Sertori
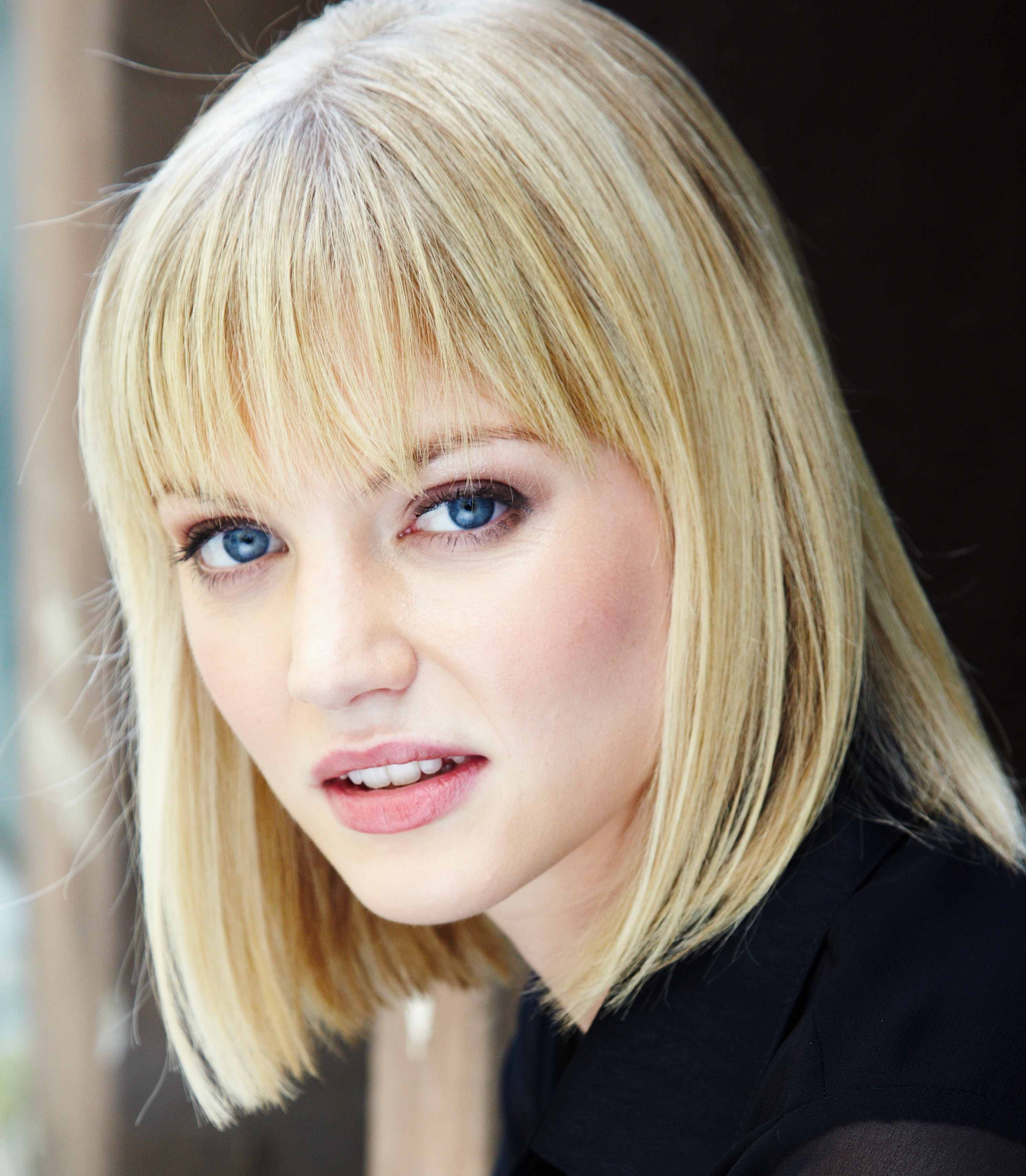
Cariba Heine interprète Rikki Chadwick
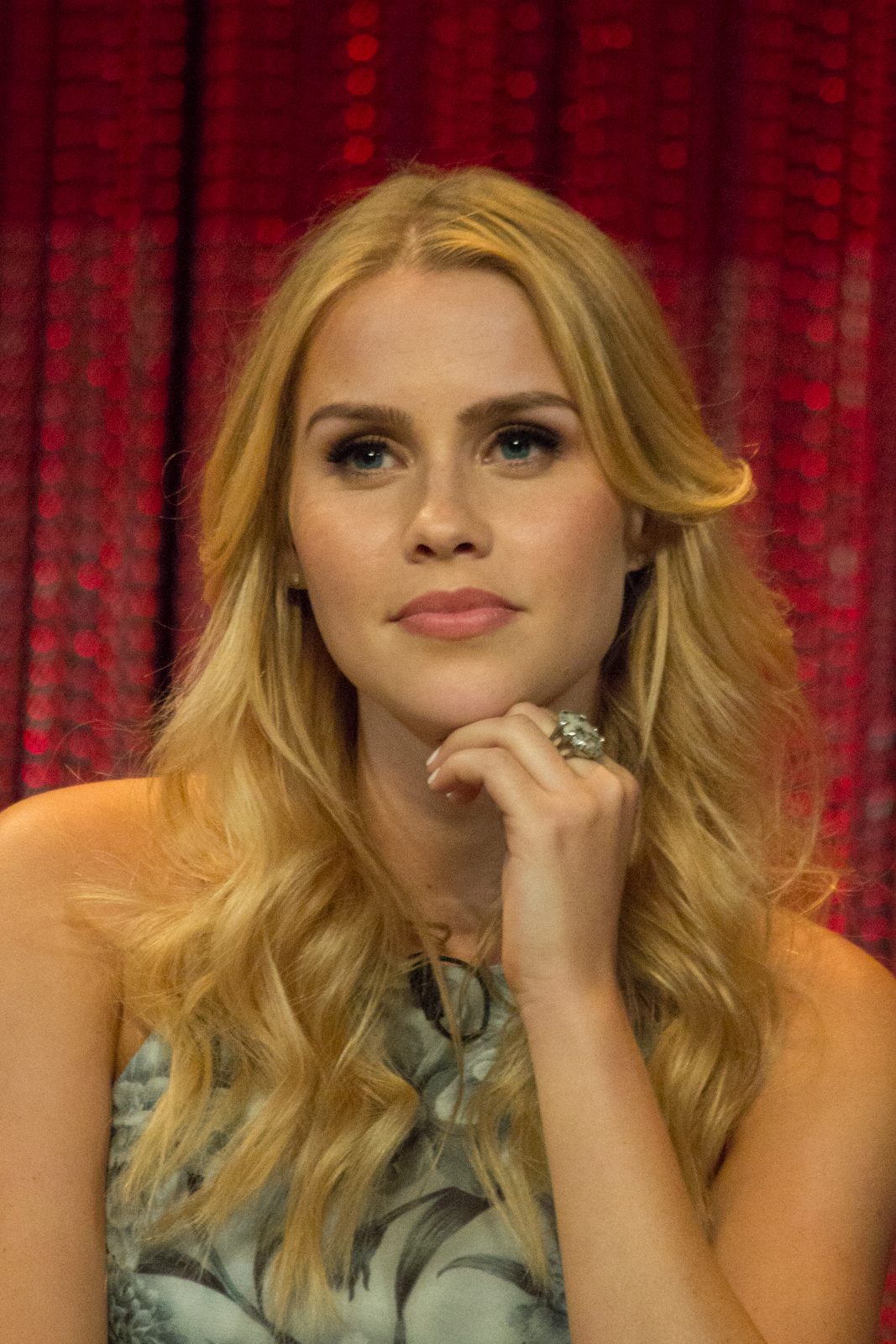
Claire Holt interprète Emma Gilbert
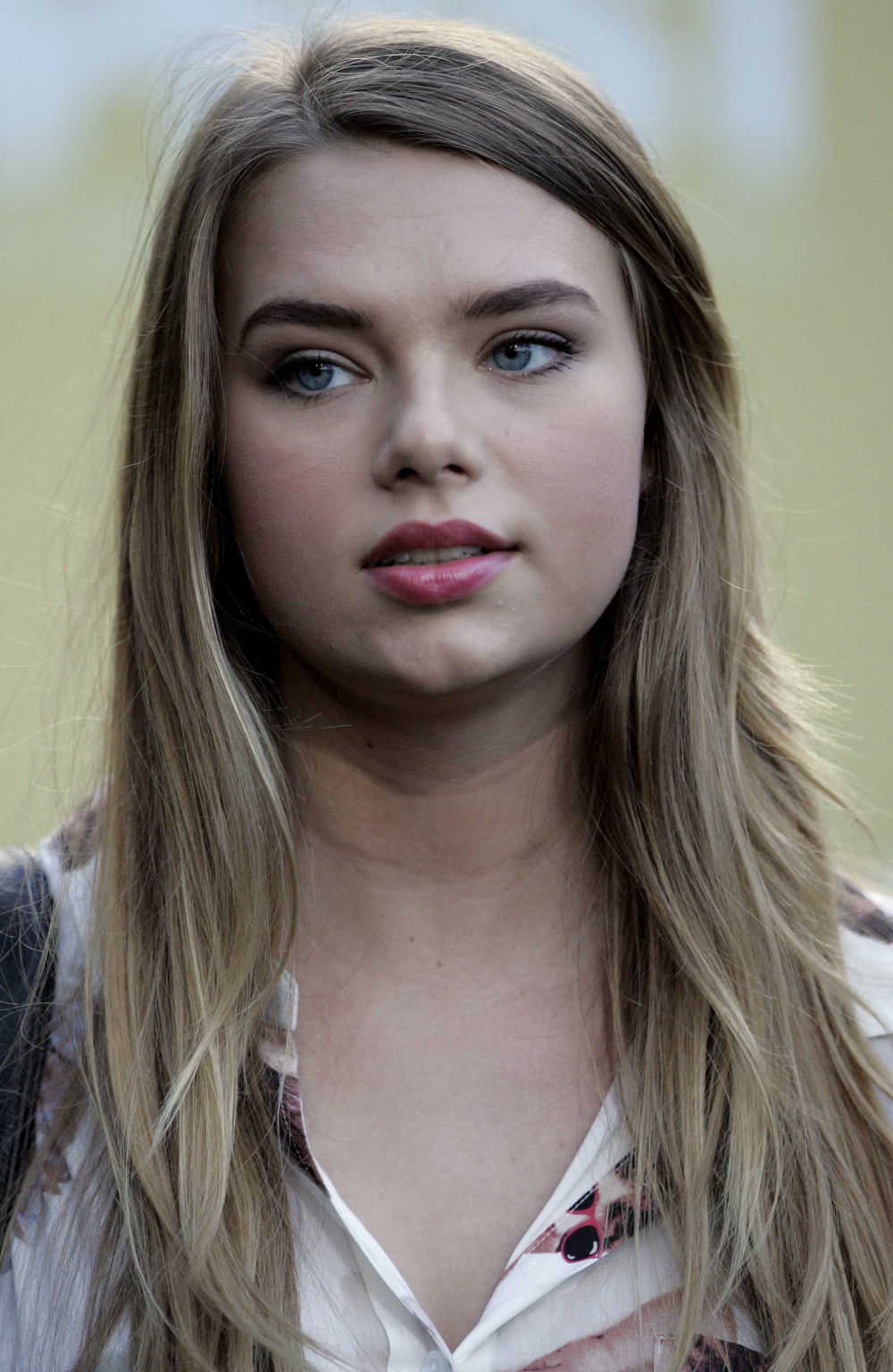
Indiana Evans interprète Isabella "Bella" Hartley
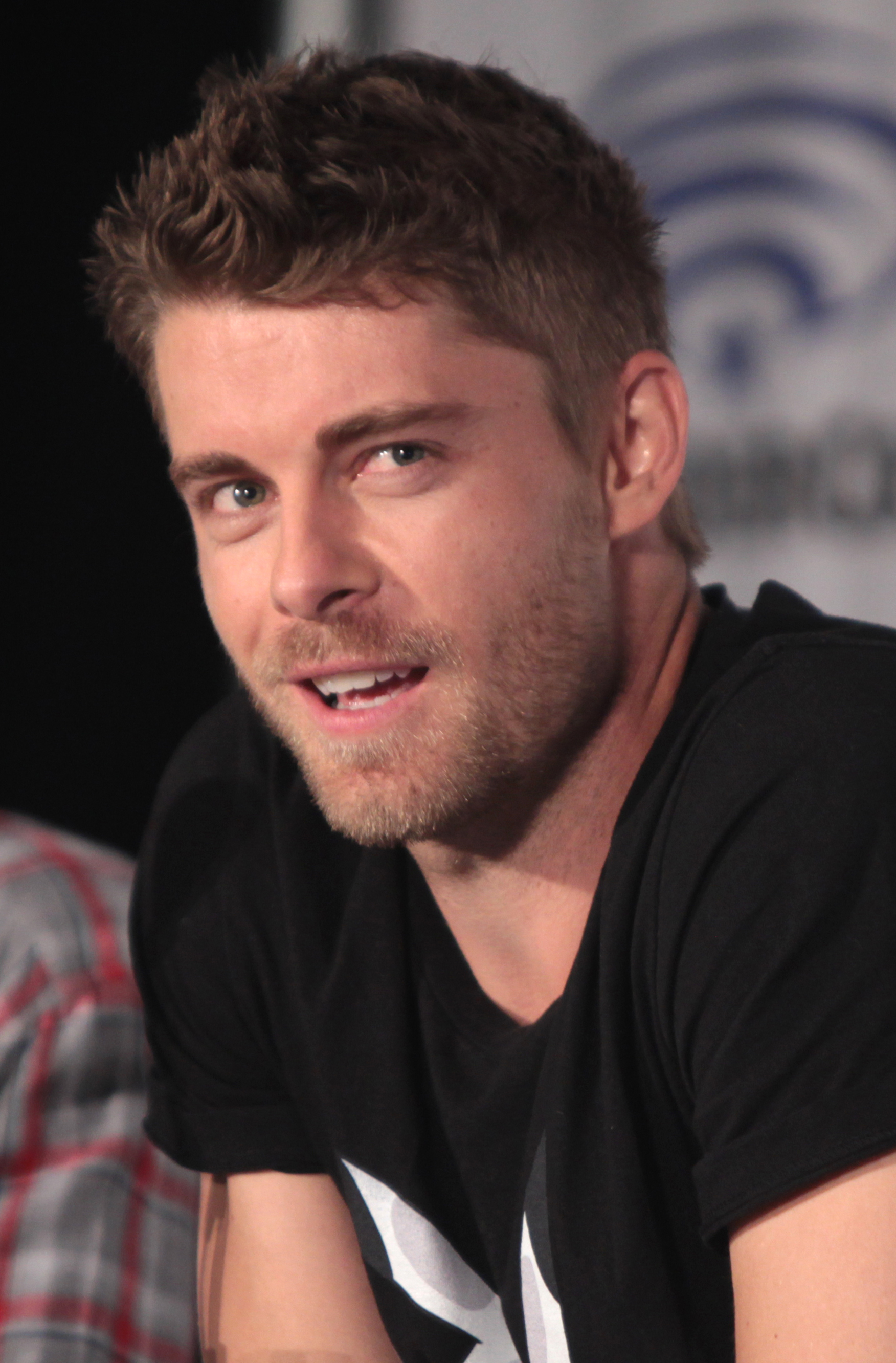
Luke Mitchell interprète Will Benjamin
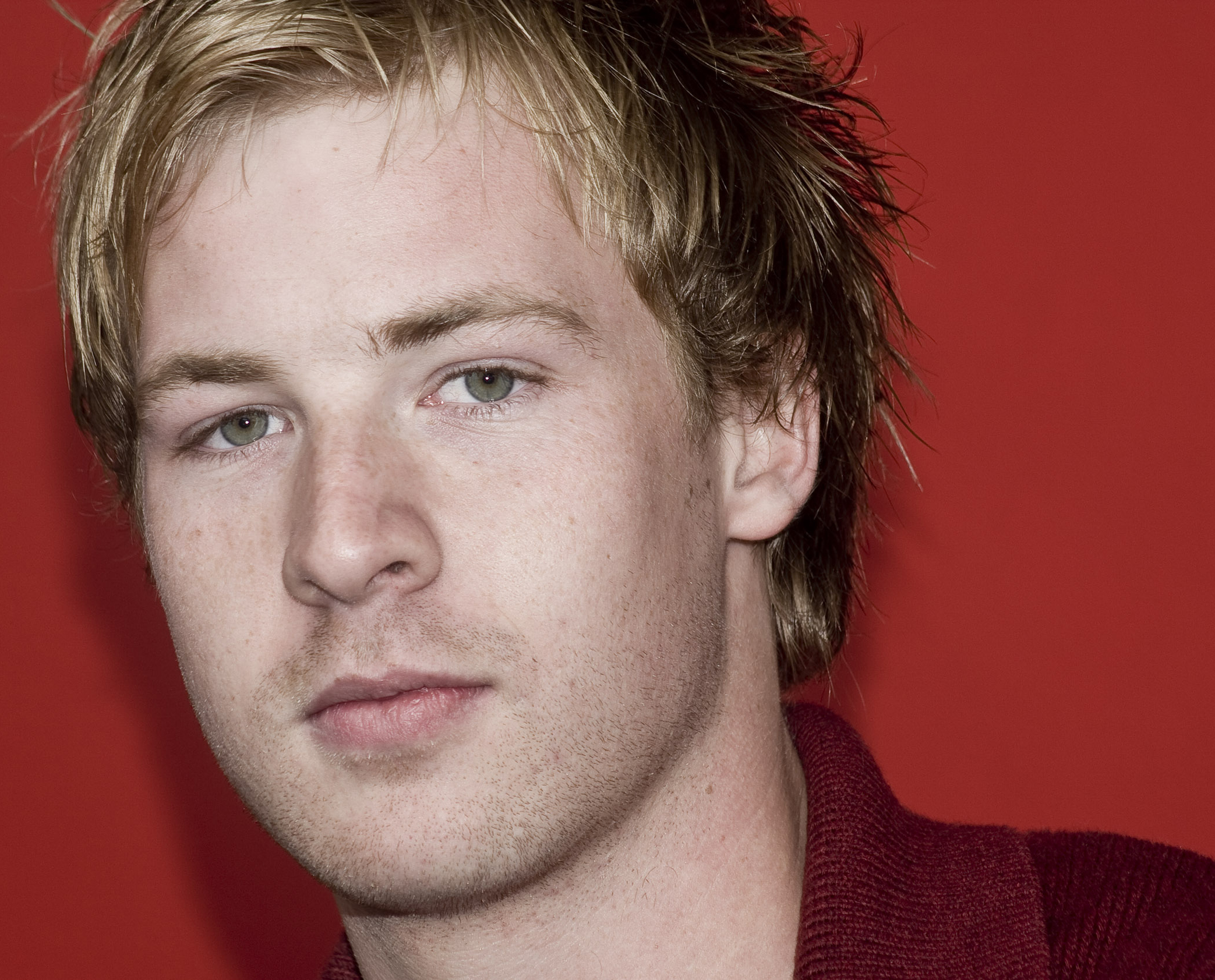
Angus McLaren interprète Lewis McCartney

### Acteurs récurrents
- Cleo Massey (VF : Patricia Legrand) : Kim Sertori
- Jamie Timony (VF : Martial Le Minoux) : Nate
- Allan David Lee (VF : Eric Peter) : Donald « Don » Sertori
- Lara Cox : Dr Linda Denman (saison 1)
- Christine Amor (VF : Isabelle Volpé) : Louise Chatham (saison 1)
- Christopher Poree (VF : Philippe Sollier) : Byron (saison 1)
- Annabelle Stephenson (VF : Hélène Bizot) : Miriam Kent (saison 1)
- Alice Hunter : Tiffany (saison 1)
- Deborah Coulls : Beverly Sertori (saison 1)
- Amrita Tarr : Julia Dove (saison 1)
- Trent Sullivan (VF : Jackie Berger) : Elliot Gilbert (saisons 1 et 2)
- Caroline Kennison (VF : Isabelle Périlhou) : Lisa Gilbert (saisons 1 et 2)
- Anug Lang Sio (VF : Yann Pichon) : Wilfred (saisons 1 et 2)
- Jared Robinsen (VF : Martial Le Minoux) : Neil Gilbert (saisons 1 et 2)
- Joss Mewilliam : Harrison Bennett (saisons 1 et 2)
- Ashleigh Brewer : Gracie Watsford (saisons 1 et 2)
- Teri Haddy : Louise Chatham (jeune) (saisons 1 et 2)
- Brittany Byrnes (VF : Susan Sindberg) : Charlotte Watsford (saison 2)
- Craig Horner (VF : Benjamin Pascal) : Ash Dove (saison 2)
- Taryn Marler (VF : Frédérique Marlot) : Julia Dove (saison 2) et Sophie Benjamin (saison 3)
- Andrew Lees (VF : Fabien Briche) : Ryan Tate  (saison 3)
- Penni Gray (VF : Caroline Beaune) : Samantha « Sam » Roberts (saison 3)

- Source doublage : DSD Doublage Séries Database[4]
  - Société : MFP - Multimédia France Production
  - Direction artistique : Viviane Ludwig
  - Adaptation : Jean-Louis Sarthou

## Personnages principaux
- Cléo Certori (Phoebe Tonkin) : Cléo est une adolescente très douce, naïve et enjouée mais qui peut se révéler également légèrement angoissée, voire peureuse. Elle est amie de longue date avec Lewis qui deviendra par la suite son petit ami. Le pouvoir de Cléo est de manipuler l'eau à distance, d'en modeler la forme, ainsi que d'augmenter ou de diminuer sa quantité. Dans la saison 2, Cléo devient en mesure de contrôler le vent et la pluie. Elle travaille dans un parc aquatique au Marilande et s'occupe d'un dauphin nommé Ronny.

- Emma Gilbert (Claire Holt) : Emma une adolescente responsable, confiante et respectueuse des personnes et des règles. Elle est le pilier de ses deux autres amies qui se réfèrent à elle à chaque difficulté. Emma a la capacité de transformer l'eau en glace, puis développe ensuite la possibilité de manipuler les nuages, la neige et de geler n'importe quel objet sans la présence d'eau. Elle sortira avec Byron, puis avec Ash. Emma travaille au Cyber Café. Claire Holt joue dans les deux premières saisons mais quitte la série dans la troisième saison pour tourner le film Les Messagers 2 : les origines du mal.

- Rikki Chadwick (Cariba Heine) : Rikki est une adolescente qui est nouvelle en ville au tout début de la série. Blessée par la vie, elle vient d'une famille modeste et vit seule avec son père. Rikki est franche et directe et se montre aussi rebelle qu'impulsive et courageuse pour ses amies. Elle se révèle finalement parfois être la plus sage, la plus entreprenante et porteuse de solutions dans les situations de crises (notamment dans la saison 3), tout en étant elle-même gaffeuse. Son pouvoir est la capacité à chauffer l'eau, même jusqu'à l'ébullition et à l'évaporer. Il lui permet ensuite de contrôler le feu, ainsi que la foudre. Rikki a été la dernière à connaître son pouvoir. Dans la première saison, Rikki finit par sortir avec Zane mais leur couple prend fin lors de la troisième saison, après un baiser entre Zane et Sophie, la sœur de Will.

- Isabella « Bella » Hartley (Indiana Evans) : Bella est la nouvelle sirène et héroïne de la troisième saison, en remplacement de Claire Holt. Sensible et réservée, elle est chanteuse dans un groupe qui se produit régulièrement au café de Rikki. Quand elle avait neuf ans, Bella est devenue une sirène dans une grotte de la mer d'Irlande. Elle a le pouvoir de changer l'eau en gélatine et en une substance cristalline. Elle devient amie avec Will qui découvre qu'elle est une sirène. Par la suite, ils sortiront ensemble.

### Personnages secondaires
- Zane Bennett (Burgess Abernethy) : Fils d'un homme riche et arrogant, Zane est quelqu'un qui pense souvent que tout peut s'accomplir grâce à l'argent. Antipathique au premier abord, car très orgueilleux, Zane se révèle avoir un côté plus doux et sensible. Il développe une relation amoureuse avec Rikki mais leur histoire est définitivement terminée au cours de la troisième saison. Dans la première saison, Zane est sauvé de la noyade par Emma (en sirène) mais il n'aperçoit que sa nageoire et croit avoir affaire à un "monstre marin". Son enquête finira par dévoiler l'existence des sirènes et seul un retournement de situation sauvera les trois jeunes filles.
- Nate (Jamie Timony) : Nate est le fidèle acolyte de Zane. Tous les deux partagent une même passion pour la moto-cross, le jet-ski, la plongée et les ennuis en tous genres. Comme Zane, Nate est très intéressé par l'argent et les filles. Persuadé d'être irrésistible, il essaie plusieurs fois de séduire Cléo, puis Bella. Dans la saison 3, Nate est pianiste dans le groupe de Bella.

- Lewis McCartney (Angus McLaren) : Lewis est un génie, passionné par la science. Il est toujours calme et sage. Les sirènes lui font confiance. Lewis entreprend de les aider en s'efforçant de comprendre le rôle de Mako et de la lune dans leur transformation. Après être apparu dans les deux premières saisons, Angus McLaren a quitté la série au cours de la troisième saison, pour commencer à tourner la série Packed to the Rafters. À cause de cela, les scénaristes prétendront que Lewis est parti aux États-Unis pour trois ans. Il intègre une école prestigieuse. Il ne réapparaît que dans le dernier épisode de la troisième saison.

- Kim Sertori (Cleo Massey) : Kim est la petite sœur de Cléo. Agaçante et insolente, elle espionne régulièrement sa sœur au risque de découvrir son secret. Elle est amie avec Elliot, le petit frère d'Emma et aime se tenir informé des activités des trois jeunes sirènes à travers lui. Kim manque de maturité mais elle est très intelligente, donc redoutable pour les trois amies.

- Donald Sertori (Allan David Lee) : Don Sertori est le père de Cléo et Kim. Doux et patient, c'est un patron-pêcheur qui se dévoue pour sa famille. Il soupçonne plusieurs fois que Cléo lui cache quelque chose sans savoir de quoi il s'agit exactement. Il aime se montrer bourru avec Lewis, même s'il l'apprécie sincèrement. Zane vient lui demander de l'aide après sa rencontre avec le « monstre marin ». Don se sépare de la mère de Cléo dans la saison 2 et se remarie avec Sam Roberts dans la saison 3, malgré les multiples incidents provoqués par Kim pour empêcher le mariage.

- Will Benjamin (Luke Mitchell) : Will est un nageur qualifié qui apparaît dans la troisième saison. Alors qu'il explore l'île de Mako, Will est violemment attaqué par un tentacule constitué d'eau. Cette agression et les multiples phénomènes qui suivront le rendront de plus en plus curieux et suspicieux envers les trois filles. Amoureux de Bella, Will finit par sortir avec elle et découvre par la suite le secret des sirènes. Toutefois, il se révèle un allié et un confident inattendu. Il se rapproche ainsi des deux autres filles, surtout de Rikki dont il devient l'un des meilleurs amis, ce qui va être à l'origine de violents conflits avec Zane.
- Louise Chatam (Christine Amor) : Louise a été transformée en sirène avec ses deux amies Julia et Gracie environ 50 ans avant Emma, Cléo et Rikki. C'est une vieille femme excentrique qui vit sur un bateau, Le Lorelei. Forte de son expérience et de son savoir sur les sirènes, Louise sert de guide aux trois adolescentes et les met régulièrement en garde contre diverses menaces.

- Byron (Christopher Poree) : Toujours détendu et souriant, Byron est un jeune garçon passionné par le surf. Il est amoureux d'Emma, mais celle-ci se refuse à sortir avec lui, par crainte de dévoiler son secret et de trahir ses amies. Byron ne réapparaît pas dans la saison 2.

- Miriam Kent (Annabelle Stephenson) : Orgueilleuse et superficielle, Miriam se comporte en véritable garce envers Emma, Cléo et Rikki. Se considérant comme la petite amie de Zane, la plus belle du lycée ne comprend pas et n'accepte pas que celui-ci s'intéresse à Rikki. Sa jalousie va être la source de problèmes majeurs pour les trois sirènes.

- Charlotte Watsford (Brittany Byrnes) : Charlotte est une jeune fille avenante, calme, mais aussi très intelligente, déterminée et manipulatrice. Elle devient la principale antagoniste de la deuxième saison, à cause de son amour possessif pour Lewis. Charlotte apprécie et pratique l'art sous toutes ses formes (dessin, peinture, céramique etc.) et s'intéresse à la science. Elle est très amoureuse de Lewis, que Cléo a éconduit pour une durée indéterminée. Même si Lewis a plus de points communs avec Charlotte, il reste amoureux de Cléo, ce que Charlotte n'accepte pas. Lors de sa transformation en sirène, elle obtient tous les pouvoirs des trois autres filles, ce qui va la rendre fière et incontrôlable. Elle les perd finalement (comme sa grand-mère Gracie 50 ans avant elle) après une confrontation avec le trio lors d'une éclipse de lune. Elle ne réapparaît pas dans la troisième saison.

- Ash Dove (Craig Horner) : Ash est le nouveau manager du Cyber Café où travaille Emma. Il est également le professeur d'équitation d'Elliot (le frère d'Emma). Au début, les relations entre Ash et Emma sont tendues, voire conflictuelles mais ils finissent par s'apprécier. Emma finit par lui avouer qu'elle est une sirène et ils sortent ensemble dans le dernier épisode de la saison 2. Ash Dove est peut-être le petit-fils de Julia Dove, l'une des premières sirènes. Craig Horner ne figure pas dans la troisième saison, car il est devenu le personnage principal de Legend of the Seeker : L'Épée de vérité.

- Sophie Benjamin (Taryn Marler) : Sophie est la sœur aînée de Will et son entraîneur de natation. Orgueilleuse et déterminée, elle organise sa vie et celle de Will en termes d'objectifs: elle souhaite que Will devienne un champion de plongée reconnu et pour elle-même, elle fait tout pour prendre la place de Rikki auprès de Zane, afin d'obtenir une position privilégiée. Sophie déteste Bella et se méfie de l'influence que celle-ci exerce sur Will. Comme Kim, Sophie aime se mêler de ce qui ne la regarde pas, ce qui va causer quelques soucis aux sirènes.

## Épisodes

### Première saison (2006)
1. Métamorphose (Metamorphosis)
2. Soirée piscine (The Pool Party)
3. Cléo se jette à l'eau (Catch of the Day)
4. Soirée pyjama (Party Girls)
5. La petite espionne (Something Fishy)
6. Amour en herbe (Young Love)
7. Pleine lune (Moon Spell)
8. L'affaire Denman (The Denman Affair)
9. Pêche en eaux troubles (Dangerous Waters)
10. La caméra ne ment pas (The Caméra Never Lies)
11. Nage ou coule (Sink or Swim)
12. Le chant de la sirène (The Siren Effect)
13. Le naufrage (Shipwrecked)
14. Surprise ! (Surprise!)
15. Le grand frisson (The Big Chill)
16. Malade d'amour (Lovesick)
17. Une maladie foudroyante (Under the Weather)
18. La grande méchante lune (Bad Moon Rising)
19. Sacrée cousine (Hurricane Angela)
20. Ça mord (Hook, Line and Sinker)
21. Une sirène rousse (Red Herring)
22. Menace sur Mako (Fish Out of Water)
23. Le médaillon (In Too Deep)
24. Potion magique (Love Potion #9)
25. La science attaque (Dr Danger)
26. L'éclipse de lune (A Twist in the Tail)

### Deuxième saison (2007)
1. La tempête (Stormy Weather)
2. Self control (Control)
3. Teuf d'enfer (The One That Got Away)
4. Le feu et la glace (Fire and Ice)
5. Abracadabra (Hocus Pocus)
6. Poisson frais (Pressure Cooker)
7. Un job pour Lewis (In Hot Water)
8. Zane Zorro (Wrong Side of the Tracks)
9. Herbe folle (Riding for a Fall)
10. Cléo contre Charlotte (Missed the Boat)
11. Une plongée qui rapporte (In Over Our Heads)
12. Corail toxique (Fish Fever)
13. Panique sur l'île (Moonwalker)
14. La méthode forte (Get Off My Tail)
15. Irrésistible (Irresistible)
16. Double trouble (Double Trouble)
17. Coup de lune (Moonstruck)
18. De l'orage dans l'air (The Heat is On)
19. L'héritage des sirènes (partie 1) (The Gracie Code (Part One))
20. L'héritage des sirènes (partie 2) (The Gracie Code (Part Two))
21. Une de plus (And Then There Were Four)
22. Drôle d'équipe (Funny team)
23. À la renverse (Reckless)
24. L'anniversaire de Lewis (Three's Company)
25. En eau trouble (Sea Change)
26. La magie de la lune (Unfathomable)

### Troisième saison (2009)
1. Ouverture (The Awakening)
2. Juste un mauvais Rêve (Jungle Hunt)
3. Des ennemies Sous la Main (Keep Your Enemies Close)
4. La Saint-Valentin (Valentine's Day)
5. Les grandes idées (Big Ideas)
6. Secrets et mensonges (Secrets and Lies)
7. Bonheur familial (Happy Families)
8. Enlèvement (Kidnapped)
9. Les apprentis sorciers (The Sorcerer's Apprentice)
10. Un secret dévoilé (Revealed)
11. Un cœur à prendre (Just a girl at heart)
12. Crime et châtiment (Crime & punissement)
13. Un mariage presque parfait (To Have and To Hold Back)
14. La magie des sirènes (Mermaid magic)
15. Jeux de pouvoir (Power play)
16. Face cachée (The dark side)
17. L'énergie de Mako (One magnetic attraction)
18. Dans la lumière (Into the light)
19. En rupture (Breakaway)
20. Reine d'un jour (Queen for day)
21. Le bijou volé (The Jewel Thief)
22. Sur le chemin de la vérité (Mako's Masters)
23. Fête sur la plage (Beach Party)
24. Des vacances de rêve (Too Close For Comfort)
25. Rendez-vous avec le destin (A Date With Destiny)
26. Remise des diplômes (Graduation ceremony)

## Série dérivée
À la suite du succès de la série à travers le monde, Jonathan M. Shiff a lancé une série dérivée intitulée Les Sirènes de Mako.
Il existe une adaptation animé qui a pour nom H2O: l’île aux sirènes (en) produite par Netflix et qui a été diffusée sur France 3 en 2016 ainsi que sur France 4.

## Commentaires
- Cette série à destination des enfants et des adolescents est tournée à Sea World sur la Gold Coast, avec certaines scènes d'extérieur tournées à Somerset College.
- Une nouvelle sirène, Bella, apparaît dans la troisième saison. Elle remplace Emma, partie faire le tour du monde avec sa famille.
- Charlotte était seule au moment de sa transformation. C'est pourquoi elle a obtenu tous les pouvoirs d'Emma, Cleo et Rikki qui étaient ensemble à ce moment précis.
- Les pouvoirs des trois adolescentes évoluent à partir de la saison 2.
- L'épisode « Une sirène rousse » dans la première saison fait un clin d'œil à La Petite Sirène des studios Disney[5].
- Dans le même épisode, la scène où Emma, en sirène, tarde à ouvrir la porte de la salle de bains rappelle une scène similaire dans le film américain Splash[6].
- La transformation de Bella en sirène (lorsqu'elle était petite) a lieu dès son immersion dans l'eau de la grotte d'Irlande. Cleo, Emma et Rikki ne se découvrent sirènes que le lendemain de leur plongée magique. Lorsqu'elles quittent la grotte de Mako en nageant, elles ne sont pas encore transformées.
- Jason Baird, qui est le créateur des costumes des sirènes, a également réalisé ceux des films Aquamarine et Fishtales.
- À l'origine, il ne devait y avoir que deux saisons dans H2O, mais le succès de la série à travers le monde a entraîné la production d'une troisième et ultime saison en 2009. Entre-temps, les actrices ont grandi et de nouveaux costumes de sirènes ont donc été réalisés.
- Rikki apparaît dans les deux derniers épisodes de la troisième saison des Sirènes de Mako.
- En 2009, Cariba Heine et Indiana Evans ont joué ensemble dans A Model Daughter: The Killing of Caroline Byrne ainsi que dans le court-métrage At the Tattooist.
- En 2012, Cariba Heine et Phoebe Tonkin ont joué ensemble dans le film Bait.
- En 2012, Claire Holt et Phoebe Tonkin ont joué ensemble dans Vampire Diaries et depuis 2013 dans The Originals.

## Univers de la série

### Complications
La majeure partie de la série traite des problèmes que ces trois adolescentes rencontrent avec leur nouvelle situation. Alors qu'elles essaient de mener une vie normale, de nombreuses complications apparaissent. Cleo, Emma, Rikki, puis Bella tentent malgré tout de dissimuler leurs pouvoirs, effrayées par ce qui pourrait arriver si on venait à découvrir leur véritable nature. Sur les trois saisons, Lewis, Zane, Charlotte (qui a des pouvoirs à son tour), Ash et Will découvrent leur secret.

### Découverte
Malgré tous les efforts que fournissent les filles pour garder leur secret, le danger est permanent : la moindre goutte d'eau les métamorphose. Durant la première saison, l'acharnement de Zane pour trouver son « monstre des mers » (qui lui a sauvé la vie et dont il avait à peine aperçu un bout de queue écaillée – c'était en réalité Emma) aura raison du secret des sirènes. Lors du dernier épisode, lorsque l'identité des sirènes est connue, ce sont les interventions successives de Zane, Lewis et Miss Chatham qui permettront de sauver les adolescentes.

### La pleine lune
La pleine lune est l'astre qui a permis à Cleo, Emma et Rikki de recevoir leurs pouvoirs dans la grotte de l'île de Mako. Elle les affecte toutes différemment, tout comme chaque cycle lunaire provoque des changements en elles, notamment au niveau du comportement. C'est également la pleine lune qui a donné ses pouvoirs à Charlotte dans la saison 2 et qui a accentué ceux de Rikki, Emma et Cleo. Une pleine lune sous l'appellation « grande pleine lune », due à l'alignement de toutes les planètes, retire définitivement leurs pouvoirs de sirènes à Charlotte et à Gracie avec 50 ans d'intervalle dans la saison 2 et douze heures grâce à une éclipse de lune, ceux des trois héroïnes à la fin de la première saison.

### Les pendentifs magiques
Les médaillons des trois filles appartenaient auparavant à Gracie, Julia et Louise (Miss Chatam) qui ont été transformés en sirènes environ 50 ans avant elles. Le médaillon de Cleo était à Gracie. C'est Emma qui l'a trouvé au fond de la grotte de Mako et l'a ensuite offert à Cleo. Gracie l'avait jeté dans l'eau lorsqu'elle a renoncé à sa vie de sirène. Le médaillon de Rikki appartenait à Julia. Il a été vendu à une bijouterie à la suite de son décès. Quant au médaillon d'Emma, c'était celui de Louise Chatham. Puisque Rikki et Cleo avaient toutes les deux un médaillon, Miss Chatham a décidé de l'offrir à Emma. Ces trois médaillons symbolisent le lien d'amitié qui unit les trois adolescentes, ainsi que le secret qu'elles partagent.
Dans la troisième saison, Cleo et Rikki portent de nouveaux colliers, similaires à celui de Bella, avec comme pendentifs des cristaux bleus issus de la grotte de Mako. Ces cristaux jouent un rôle important dans l'intrigue.